# 544 (tal)
544 är det naturliga heltal som följer 543 och följs av 545.

## Matematiska egenskaper
- 544 är ett jämnt tal.
- 544 är ett sammansatt tal.
- 544 är ett ymnigt tal.
- 544 är ett Ulamtal.
- 544 är ett praktiskt tal.

## Inom vetenskapen
- 544 Jetta, en asteroid.